# Oglasa sordida
Oglasa sordida là một loài bướm đêm trong họ Noctuidae.